# Codex Hierosolymitanus
 (septembre 2018).
Si vous disposez d'ouvrages ou d'articles de référence ou si vous connaissez des sites web de qualité traitant du thème abordé ici, merci de compléter l'article en donnant les références utiles à sa vérifiabilité et en les liant à la section « Notes et références ».

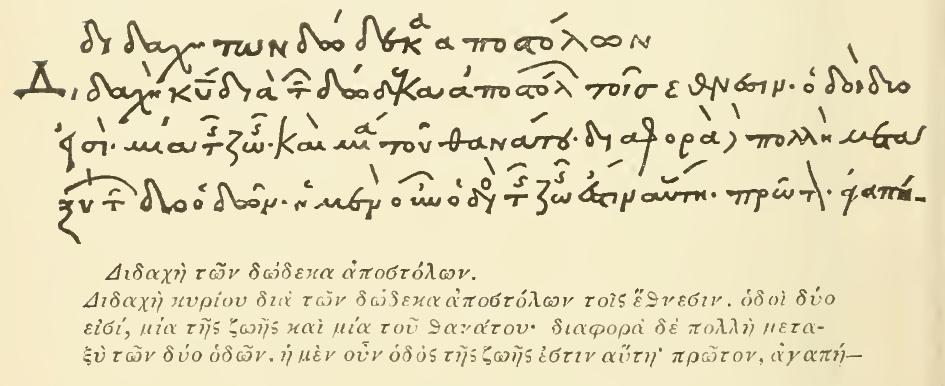
Fac-similé des premières lignes du Codex Hierosolymitanus H54 (1885)

Le Codex Hierosolymitanus (encore appelé "Codex de Jérusalem" ou "Manuscrit de Bryennios") est un manuscrit en grec du XIe siècle écrit par un scribe nommé Leo vers l'an 1056. Il a été découvert par Philotheos Bryennios en 1873 dans la bibliothèque du couvent du Saint-Sépulcre de Constantinople.
Le couvent où il fut découvert dépendant du Patriarcat grec-orthodoxe de Jérusalem, le manuscrit fut transféré dans la bibliothèque du monastère du Saint-Sépulcre en 1887, sous la cote H 54.
Le Codex contient la Didachè, l'Épître de Barnabé, la Première épître de Clément de Rome et la seconde épître attribuée au même auteur, des lettres d'Ignace d'Antioche, et une liste de livres de la Bible déterminée par Jean Chrysostome.
Un fac-similé photographique en est publié par James Rendel Harris en 1887.

## Sources
- (en) The Development of the Canon of the New Testament: Còdex Hierosolymitanus
- (en) The New Schaff-Herzog Encyclopedia of Religious Knowledge Bryennios, Philotheos